# 부인봉쇄
부인봉쇄(否認封鎖, 영어: Non-repudiation)란 어떤 분쟁에 말린 관계자가 진술서 혹은 계약서의 유효성을 부인하거나 반박할 수 없도록 보장하는 개념이다. 이러한 개념은 텔레비전과 라디오를 포함한 송수신에 모두 적용할 수 있지만, 현재 가장 일반적인 응용분야는 서명의 검증과 신용 분야이다.
전통적인 법조계에 따르면, 서면 계약서나 서면 메모에 있는 서명은 서명인에 의해 항상 부인될 수 있다. 부인하는 데에 두 가지 방식이 있을 수 있는데 하나는 서명인이 "그곳에 서명하지 않았어요"라고 말하며 사기 혹은 위조라고 주장하는 것이며, 또 다른 하나는 서명인이 서명 자체는 합법적이라고 인정함에도 불구하고 그 서명이 협박 혹은 고문에 따른 고백 따위의 강제로 이루어진 것이었으므로 서명의 유효성에 대해 반박하는 것이다.
부인의 이유에 따라 법적 입증책임이 누구한테 가느냐가 달라진다는 사실에 주목하자. 서명인이 사기나 위조를 주장한 경우에는 주로 유효하다고 주장하는 쪽에게 입증책임이 지워지고, 강제로 이루어졌다고 주장한 경우에는 유효성에 의문을 제기하는 쪽이 책임을 진다.

## 디지털 보안
디지털 보안에 관련하여, 암호화적인 의미와 '부인방지'의 적용에는 그 의미가 달라진다.
- 데이터의 완전무결성과 출처에 대해 증명하는 서비스.
- 진짜임을 강하게 확신토록 해주는 순수성 검증.

데이터 완전무결성은 주로 상기 요구사항 중 가장 쉬운 부분이다. MD5나 CRC같은 데이터 해쉬 혹은 체크섬 정도면 보통 데이터가 은밀하게 변경될 가능성이 극도록 적다고 확언하기에 충분하다. 그러나 이러한 보호 장치가 있어도, 중간자가 공격하거나 피싱을 이용해 전송중인 데이터를 함부로 건드리는 것이 가능하다. 상기 결함때문에, 데이터 완전무결성은 수취인이 이미 필수 검증용 정보를 가지고 있을 때 확실해진다.
디지털 데이터의 출처를 주장하는 데 사용되는 방식 중 가장 흔한 것은 디지털 인증이다. 디지털 인증이란, 디지털 서명이 속하는 공공 핵심 인프라 양식이며, 암호화를 위해 사용할 수 있다. 확실히 해야할 것은, 디지털 출처는 인증된/서명된 데이터가 그 인증서에 해당하는 개인보안키를 소유하는 사람으로부터 나오며, 상기 데이터를 신뢰할 수 있다고 적절한 수준으로 확신할 수 있음을 의미할 뿐이라는 것이다. 만일 보안키가 그 소유인에 의해 적절히 보호되지 않는다면 디지털 위조가 심각한 사안이 될 수 있다.

## 같이 보기
- 정보 보안